# Kopsia sumatrana
Kopsia sumatrana är en oleanderväxtart som beskrevs av D.J.Middleton. Kopsia sumatrana ingår i släktet Kopsia och familjen oleanderväxter. Inga underarter finns listade i Catalogue of Life.